# Омаров, Магомед Омарович
Магоме́д Ома́рович Ома́ров (15 июня 1947, Мекеги, Дагестанская АССР — 2 февраля 2005, Махачкала, Дагестан) — советский и российский деятель органов внутренних дел. Заместитель министра внутренних дел по Республике Дагестан — начальник милиции общественной безопасности с 1996 по 2 февраля 2005. Генерал-майор милиции. Герой Российской Федерации (2005, посмертно).

## Биография
Родился 15 июня 1947 в селе Мекеги Левашинского района Дагестанской АССР. По национальности — даргинец. После окончания средней школы в 1966, работал водителем в одной из воинских частей.
В 1972 поступил на службу в органы внутренних дел. С 1973 — инспектор детской комнаты милиции Ленинского района Махачкалы, с 1974 — оперуполномоченный в том же отделе.
Параллельно со службой, продолжил учёбу. В 1975 окончил Дагестанский государственный университет, в 1982 — Ростовский факультет Московского филиала юридического заочного обучения при Академии МВД СССР.
С 1980 по 1983 — инспектор отделения по предупреждению и раскрытию преступлений против жизни, здоровья и достоинства граждан Управления уголовного розыска МВД Дагестанской АССР. После вернулся в Ленинский РОВД Махачкалы и был назначен заместителем начальника РОВД. С 1991 по 1996 — начальник Ленинского РОВД Махачкалы.
В 1996 назначен заместителем Министра внутренних дел Республики Дагестан — начальником милиции общественной безопасности. В августе — сентябре 1999, во время вторжения чеченских и международных боевиков в Дагестан, полковник Омаров с первого дня находился в зоне боёв, руководил боевыми действиями дагестанской милиции и координировал их действия с частями российских войск. Проявил героизм и личное мужество в боях, за что был награждён орденом Мужества.
В течение всего периода работы на посту заместителя министра обстановка в Дагестане была сложной. Велась тяжёлая и кровопролитная борьба с терроризмом на территории республики. В Дагестане было создано и обильно финансировалось террористическое подполье, пропагандировались идеи ваххабизма. Омаров был одним из последовательных и непримиримых борцов против политической и уголовной преступности — руководил всеми крупными спецоперациями против террористического подполья на территории республики, чем заслужил личную ненависть у террористов. В мае 2003 на жизнь Омарова было совершено покушение — был взорван фугас на пути следования его автомобиля, сам он был ранен и контужен.
Второе покушение на жизнь генерала оказалось роковым — 2 февраля 2005 в Махачкале, на проспекте Ленина возле здания Русского драматического театра, автомобиль генерала был перекрыт двумя другими машинами и расстрелян группой террористов из автоматического оружия. Омаров и трое сотрудников милиции, находящихся в машине, погибли на месте. Магомед Омаров был похоронен в родном селе.
Убийство генерала так и осталось нераскрытым. Никто из лидеров боевиков не взял на себя ответственность за убийство замглавы МВД Дагестана. В СМИ высказывалась точка зрения о «неугодности» генерала для руководства Махачкалы и, в связи с этим, о «заказном» характере преступления.
8 ноября 2005 Указом Президента Российской Федерации № 1276 за мужество и героизм, проявленные при выполнении служебного долга генерал-майору милиции Магомеду Омаровичу Омарову посмертно было присвоено звание Героя Российской Федерации.

## Награды
Государственные
- Герой Российской Федерации (8 ноября 2005, посмертно)
- Орден Мужества (1999)
- Медаль «За отличие в охране общественного порядка»

Ведомственные
- Медаль «За безупречную службу» I, II, III степеней
- Медаль «За укрепление боевого содружества» (Минобороны России)
- Нагрудный знак «200 лет МВД России» (МВД России)
- Нагрудный знак «Почётный сотрудник МВД» (МВД России)
- Именное оружие от министра внутренних дел Российской Федерации — пистолет Макарова (МВД России)

Региональные
- Народный герой Дагестана
- Заслуженный работник правоохранительных органов Республики Дагестан

## Память
- На родине Героя России Магомеда Омарова, в родном дагестанском селе Мекеги, ему воздвигнут памятник.
- В 2005 году улицу Венгерских бойцов в Махачкале переименовали в честь Генерала Омарова.
- 8 мая 2008 в Махачкале на пересечении улиц М. Ярагского и М. Омарова состоялось торжественное открытие памятника Герою России генерал-майору Омарову[8].
- Молодёжное общественное движение патриотического воспитания «Наши герои — люди из стали» имени Героя России Магомеда Омарова.
- Именем Омарова названы средняя общеобразовательная школа № 6 в городе Каспийске (Дагестан, 2007) и улица в Каспийске.